# Normandie (1860)
El Normandie fue uno de los dos gemelos del Gloire, los primeros ironclad acorazados del mundo. Los clase Gloire fue diseñada por el arquitecto naval francés Dupuy de Lôme. El Normandie fue el tercer buque de la clase en ser completado. 
En 1862, el Normandie se convirtió en el primer ironclad en cruzar el Atlántico en su viaje para apoyar la intervención francesa en México.
La batería del Normandie probó ser inefectiva contra buques blindados, por lo que fue reemplazada en 1868 por cañones de retrocarga. Su pobre calidad de construcción, debido al empleo de maderas en mal estado, hizo que fuera dado de baja y desguazado en 1871, menos de diez años después de entrar en servicio.